# みやじま丸 (4代)
みやじま丸（みやじままる）は、JR西日本宮島フェリーの宮島航路に就航するフェリーである。本項目では2006年に就航した4代目を取り扱う。

## 概要
中谷造船で建造され2006年（平成18年）1月27日に竣工し、5月23日に就航した宮島航路の新造船である。
日本で初の小型電気推進旅客フェリーであり、船の形状は「両頭双胴船」である。鉄道建設・運輸施設整備支援機構が研究を行ってきた「スーパーエコシップ」 (SES) の第1船として建造された。日本船舶海洋工学会のシップ・オブ・ザ・イヤー2006において、小型客船部門賞を受賞している。
小型電気推進旅客フェリーであり、動力源として出力320kVAの主発電機を3台使用する。通常航速（8 - 9ノット）では発電機2台の運転で航行可能であるが、速力が必要な場合は主発電機を3台使用する。この発電機で船内電源と推進機に電力を供給している。推進機は360°旋回可能なポッド型推進機（出力400kW）を2基、船首船尾両方に装備している。これにより自由な操船が可能である。推進機用電動機はインバータで制御されている。
自動車搭載数は、乗用車で7台。右舷に設けられている。これは双胴船であること、左舷に主発電機3台中2台を設置していることからバランスをとるためでもある。
通常の客室以外に、バリアフリー室（椅子席34、車椅子スペース8）がある。この客室は厳島神社の鳥居方向にあり、宮島口から宮島に渡る際には鳥居方向へ接近するサービスを行っている(他の船でも同様)。
みやじま丸は当初2006年3月15日に就航予定だったが、試験航行中に松大汽船側の桟橋に衝突する事故が発生したため、5月23日に延期された。これに伴い、先代みやじま丸は運航を終了した。

## その他
宮島航路で「宮島丸」「みやじま丸」の名称の船舶は5隻ある（西暦は宮島航路での就航年）。
宮島丸　個人経営→山陽鉄道　　1902年 - 1905年
みやじま丸（初代）　国鉄　1954年 - 1964年
みやじま丸（2代目）　国鉄　1965年 - 1978年
みやじま丸（3代目）　国鉄→JR西日本　1978年 - 2006年
みやじま丸（4代目）　JR西日本→JR西日本宮島フェリー　2006年 -
宮島丸は山陽鉄道時代に宮島航路での運航を終えているため、歴代のみやじま丸には含まれない。